# A Storm in Heaven
A Storm in Heaven is het debuutalbum van de Engels rockband The Verve, uitgekomen in juni 1993.
Net als vorige nummers die op eerder verschenen singles en ep's uitkwamen, zitten ook in de meeste nummers van A Storm in Heaven veel geluidseffecten als "delay" (echo) en reverb, gebruikt op de gitaren en zang, waardoor een psychedelische sfeer ontstaat.
Na dit album veranderde de stijl van minder psychedelisch naar een meer gestructureerde kant en werd hun naam officieel "The Verve" vanwege legale redenen. Eerder heetten ze gewoon Verve.

## Nummers
1. "Star Sail" - 3:59
2. "Slide Away" - 4:03
3. "Already There" - 5:38
4. "Beautiful Mind" - 5:27
5. "The Sun, The Sea" - 5:16
6. "Virtual World" - 6:20
7. "Make It Till Monday" - 3:05
8. "Blue" - 3:24
9. "Butterfly" - 6:39
10. "See You in the Next One (Have a Good Time)" - 3:07

## Muzikanten
- Richard Ashcroft - vocaal, basgitaar, gitaar, percussie
- Nick McCabe - gitaar, piano, accordeon, keyboards
- Simon Jones - basgitaar, achtergrondzang
- Peter Salisbury - drums, percussie
- Simon Clarke - fluit, hoorn
- The Kick Horns - trompet, saxofoon
- Yvette Lacey - fluit
- Roddy Lorimer - hoorn